# Walnut Park (Californie)
Walnut Park est une census-designated place de Californie dans le comté de Los Angeles. En 2000, la population était de 16 180 habitants.